# NGC 3114
NGC 3114是一個稀疏的疏散星團，位於船底座的外圍。
由於NGC 3114位在恆星眾多的銀河系核心中，因此研究NGC 3114非常困難，因為大小變得難以估計。

## 外部連結
- 维基共享资源上的相關多媒體資源：NGC 3114